# 御所
御所（ごしょ）とは、主に天皇など特に位の高い貴人の邸宅、またはその人を指す、歴史上の称号のひとつ。そのいくつかは現代にも名称を残している。

## 概要
邸宅としての御所は天皇またはそれに次ぐ特に位の高い貴人の通常の住まいを指し、単に「御所」と称される場合は「在位中の天皇の平常時の住居」を指す。また天皇の御所は皇宮と称され、都城や城に建てられたものは宮城（きゅうじょう）とも称される。江戸城跡の宮城は太平洋戦争後に皇居と改められ、現在は御所とほぼ同義で用いられている。太上天皇又は上皇（退位した天皇）の御所は仙洞御所、皇太后・太皇太后（崩御した先代の天皇の皇后）の御所は大宮御所、皇太子（東宮）の御所は東宮御所と称される。現在は皇室施設に御所の呼称が多いが、将軍を始めとする武家の棟梁の邸宅にも地名や特徴などを冠して「◯◯御所」と呼ばれることが多かった。
人物の称号（御所号）としての御所は皇族、大臣、将軍、その直系または傍系の子弟・子孫のことを指す場合もある。特に大臣家以上の公卿の子弟に対しては御室御所と敬称する習慣もあり、御所号は皇室のみならず、公家・武家の高位者にも広く用いられた。さらには、皇族・摂家の子弟が門跡となった寺院にも御所号が贈られることもあった。なお、歴史的な表現の方法として、親王または隠居した御所は大御所と呼ばれ特に武家政権が台頭してからは前将軍を指すようになった。

## 邸宅としての御所

### 現在の御所
皇居の吹上御苑にある天皇徳仁・皇后雅子・愛子内親王の現住居。正式名称は「御所」である。「吹上大宮御所」（昭和天皇・香淳皇后の住居）と区別するために「新御所（吹上新御所）」とも通称される。2019年（令和元年）5月1日から2020年（令和2年）3月30日までは、上皇明仁・上皇后美智子の住居として「吹上仙洞御所」と称されていた。
当邸宅は、当時の天皇明仁・皇后美智子・清子内親王の新居として建築されたものであり、1991年（平成3年）10月22日に起工、1993年（平成5年）5月18日に落成し、同年12月から使用された。総建築費は約56億円。2020年（令和2年）3月31日、上皇明仁・上皇后美智子が仙洞仮御所（高輪皇族邸）に転居し、当邸宅は「旧吹上仙洞御所」となったが、2021年（令和3年）9月に今上天皇一家が赤坂御所から当邸宅に移転したため、再び「御所」となった。
御所は、昭和天皇・香淳皇后が住んでいた吹上御所（現・吹上大宮御所）が主にプライベート空間だけであったのに対して、外国からの来賓などを迎えることができる「接遇部分」を備えている点が特徴である。設計した内井昭蔵は「全体の印象は、明るさ、新鮮さを感じられるようにして、日本建築の精神と伝統を反映しながら、現代の生活空間の中の日本の美の独自性を求めた意匠としている」と書き残している。
建物は地上2階、地下1階の鉄筋コンクリート造りで、屋根は銅板葺き、外国賓客らをもてなす「接遇部分」（630平方メートル）、天皇一家の「私室部分」（970平方メートル）、側近らが業務を行う「事務部分」（1480平方メートル）に分かれ、廊下などを含めた延べ床面積は5290平方メートルである。中庭を囲むように「御車寄」「接遇部分」「私室部分」「事務部分」があり、ほとんどの部屋が庭や中庭に面する造りとなっている。
御車寄（みくるまよせ）は御所の入り口であり、玄関に繋がる。玄関の床は鹿児島県の沖永良部産の大理石でできている。接遇部分には、「小広間」「広間」「御進講室・応接室」「食堂」「皇族休所」「休所」「御静養室」「予備室」など計11室が設けられている。
私室部分には、天皇一家の食堂や「寝室」「居間」「書斎」「研究室」「着替え室」「理髪室」「医療室」「サンルーム」「和室」など17室があり、2階に天皇の「ご身位に伴う部屋」として、三種の神器のうち天叢雲剣の形代と八尺瓊勾玉を保管する「剣璽の間」・急な公務をするための「執務室」の2室がある。
事務部分には、侍従や女官、侍医の部屋、天皇一家の食事を作る調理室など32室がある。各棟は廊下で通じている。地下には巨大な倉庫があり、各国からの贈り物や思い出の品々が積まれている。
2020年（令和2年）6月から2021年（令和3年）6月まで、改修工事が行われ、老朽化した給排水管や電気設備の取り換え、内装のリフォームなどが行われたが、部屋の配置などは建設当初のまま引き継がれた。工事費用は、約8億7000万円。
接遇部分
「小広間」
赴任・離任大使や人事異動者の拝謁、要人との面会などに使用される。
「広間」
小広間と同様に拝謁や要人との面会などに使用される。小広間・広間は人数によって使い分けられる。広間では立食パーティーが催されることもある。地下の厨房につながるエレベーターが隣接している。
「御進講室・応接室」
2部屋ある。1つは賓客との面談で主に使用される部屋であり、新年の天皇一家の写真のほか、天皇在位中の明仁による2度のビデオメッセージ（2011年のおことば、2016年のおことば）の撮影もここで行われた。もう1つは客人を招いて音楽会などが行われる部屋である。天皇・皇后への進講をする部屋としても使用される。
「食堂」
賓客と食事をする際に使用される。
「皇族休所・客室」
2部屋ある。1つは主に皇族の待機場所として使用され、もう1つは主に宮内庁幹部の待機場所に使用される。
「休所」
2部屋ある。皇族に付いてきた職員や賓客の随行員などの待機場所に使用される。
「御静養室・客室」
賓客が静養するための部屋。ベッドが据え付けられている。海外からの賓客も御所に泊まれるようにと用意されたが、天皇明仁が、狭いので海外の人が泊まるのは無理と考え、急な体調不良などのための静養室となった。
「予備室・客室」
ベッドが据え付けられている。御静養室・客室と同様に使用される。

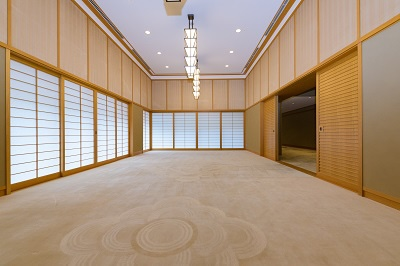
小広間
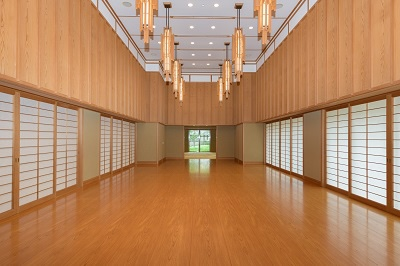
広間
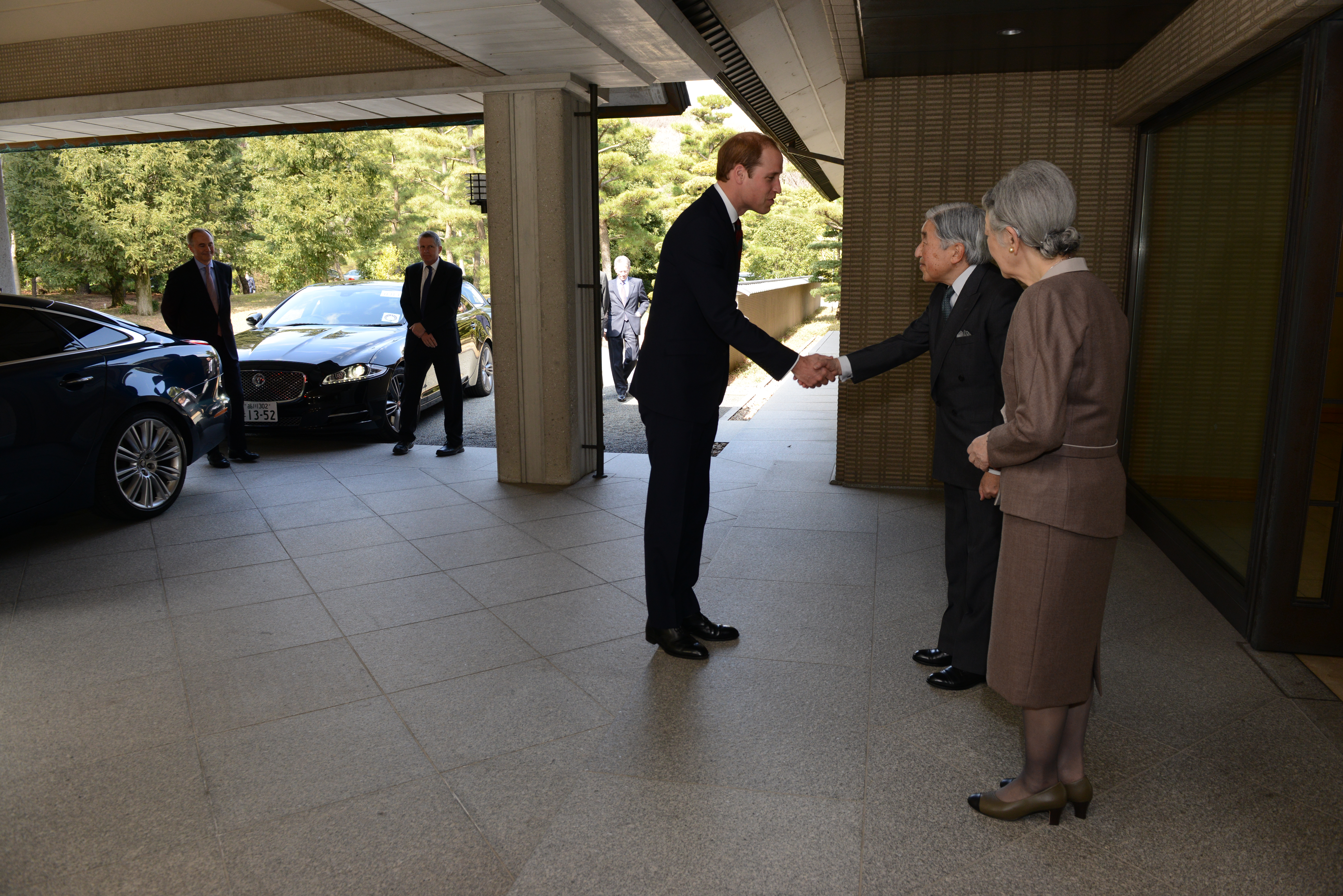
御車寄でイギリスのケンブリッジ公爵ウィリアム王子を迎える
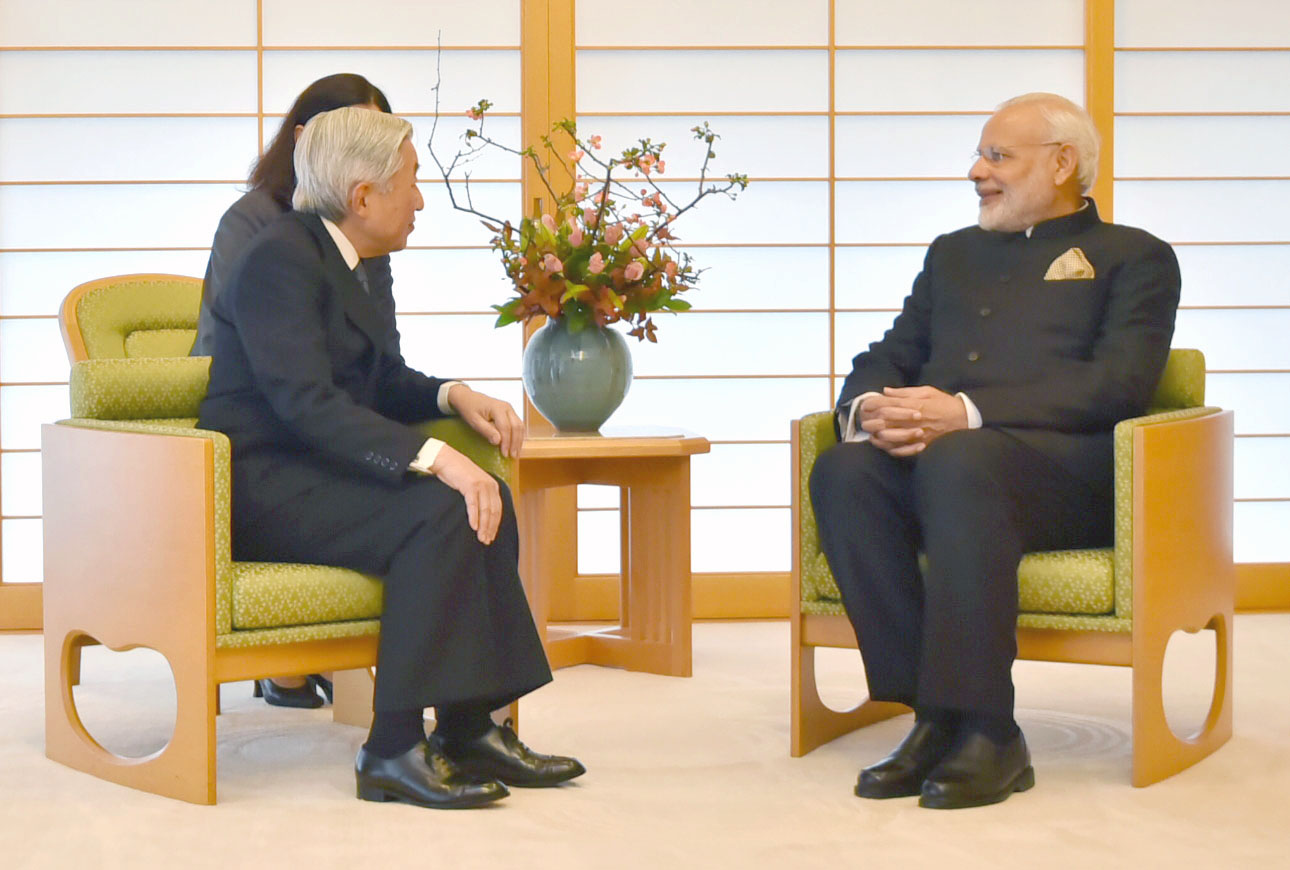
小広間におけるインドのモディ首相との会見

### その他の御所
- 東京都
  - 赤坂御用地・仙洞御所（港区元赤坂） - 2022年(令和4年)4月26日から上皇明仁・上皇后美智子の住居として使用されている。2021年(令和3年)9月までは今上天皇一家（第126代天皇徳仁・皇后雅子・敬宮愛子内親王）の「赤坂御所」として使用されていた。2019年（平成31年）4月30日以前は徳仁が皇太子の身位であったことから「東宮御所」と称されていた。
  - 皇居・吹上大宮御所（千代田区千代田） - 昭和天皇の御所。1989年（昭和64年）1月7日の昭和天皇崩御後は、その配偶者であり皇太后となった良子（香淳皇后）の御所として「大宮御所」と改称され、皇太后が崩御する2000年（平成12年）6月16日まで使用されていた。現在は誰も居住しておらず、建物自体は無人のまま宮内庁が管理している。
  - 仙洞仮御所（高輪皇族邸）（港区高輪）- 上皇（明仁・上皇后美智子）の仮御所で、赤坂御用地の仙洞御所の改修工事完了までの仮住まいとして2020年（令和2年）3月31日に皇居吹上仙洞御所より転居。2022年(令和4年)4月12日まで仮住まいとして使用された。かつては高松宮（妃喜久子が2004年（平成16年）に薨去するまで）の邸宅であった。仙洞仮御所としての役目を終え、今後は皇室の共用施設として利用される方針である。
- 京都府
  - 京都御所 - 北朝光厳天皇〜明治天皇までの歴代天皇が居住した。天皇の玉座である高御座が安置されている。
  - 京都大宮御所 - 皇太后の御所として造営されたが、現在は皇室構成員の宿泊所として利用される。
  - 京都仙洞御所 - 太上天皇の御所として造営されたが、建物が焼失して現在は庭園と茶室のみ。2019年（平成31年）4月30日以前は単に「仙洞御所」と称されていた。

### 歴史上の御所

#### 皇室の御所
天皇の御所
- 青山御所 - 明治天皇の仮御所

仙洞御所
- 御室御所 - 現在の仁和寺
- 嵯峨御所 - 現在の大覚寺
- 花園御所 - 萩原殿、現在の妙心寺

大宮御所
- 赤坂大宮御所

女院御所
- 恭礼門院女院御所 - 旧賀陽宮邸跡 賀陽宮家は上記とは別の女院御所旧地に設立されたが、京都御苑が整備される際、築地は撤去された。

東宮御所
- 二条新御所 - 誠仁親王の邸宅。足利義昭の二条御所とは異なる。
- 元赤坂東宮御所 - 大正天皇の皇太子時代の御所。後に赤坂離宮となり現在は迎賓館として利用されている。現在の東宮御所と区別するため旧東宮御所とも呼ばれる。

#### 武家の御所
- 雪見御所 - 福原京にあった平清盛の山荘
- 伽羅御所 - 鎮守府将軍・藤原秀衡の邸宅
- 大倉御所 - 征夷大将軍・源頼朝の邸宅
- 宇都宮辻子御所 - 鎌倉将軍の邸宅
- 若宮大路御所 - 鎌倉将軍の邸宅
- 室町御所 - 足利将軍家の邸宅、通称:花の御所
- 越中御所 - 京を脱出し、越中入りした足利義材の邸宅
- 二条御所 - 足利義輝・義昭の邸宅
- 古河御所（古河城） - 古河公方足利家の邸宅

## 御所号
摂家や将軍家とその一門、公卿、寺社に許された御所の称号を御所号という。また、公方号とも。御所号は主に朝廷や幕府がそれぞれ家柄や格式によって寺社・公家・大名家に許すものであり、尊称としては最高級に位する。朝廷が授与する御所号は、主に皇族や摂家の子女が門跡となった寺社に対して授与するものが主であり、その他、公卿もその家人より御所、あるいは御所様（ごしょさま）、上様などと尊称されることが事実上許されていた。
一方、武家政権において室町幕府および江戸幕府の一門または臣下のうち、朝廷において堂上公家の身分、殿上人の家が各地方の武家秩序の中で御所として尊称された。室町時代、主に足利将軍家の当主および連枝、鎌倉公方家の一門、あるいは鎮守府将軍として南朝方の有力公家大名であった北畠氏とその一門が御所号を称した。15代将軍・足利義昭については、武家御所と称され、またかつての庇護者である織田信長と対立してよりは「悪しき御所」とも称された。江戸時代には鎌倉公方家の末裔である足利国朝が江戸幕府に帰参する折、御所号を許され、国朝に始まる喜連川氏が御所号を免許された。この御所号に次ぐ敬称が屋形号である。

### 摂家の御所号
- 中村御所 - 摂家の支流、一条房家の屋形、または一条房家をはじめとした土佐一条氏歴代当主の尊号
- 大津御所 - 一条兼定の嫡男一条内政の尊号
- 久礼田御所 - 土佐一条家最後の当主一条政親の尊号

### 源氏の御所号
- 吉見御所 - 源範頼の子孫　吉見氏の尊号
- 和賀御所 - 源頼朝の落胤を称した、和賀氏の尊号。ただし僭称の可能性が高い。

### 足利氏の御所号
- 鞍谷御所 - 足利将軍家の義満の子義嗣の子孫である鞍谷氏の尊号
- 入間川御所 - 鎌倉公方・足利基氏の尊号
- 篠川御所 - 鎌倉公方・足利満直の尊号
- 稲村御所 - 鎌倉公方・足利満貞の尊号
- 古河御所 - 足利成氏およびその子孫である古河公方の尊号
- 小弓御所 - 足利義明およびその子孫である小弓公方の尊号
- 喜連川御所 - 小弓公方家の末裔である足利国朝およびその子孫である喜連川氏の尊号
- 阿波御所 - 足利義稙および足利義冬の尊号。

### 足利氏一門の御所号
- 大崎御所 - 奥州探題大崎氏の尊号[21]
- 山形御所 - 出羽国斯波最上氏の尊号[22]
- 斯波御所 - 高水寺斯波氏の当主斯波詮真の尊号
- 雫石御所 - 高水寺斯波氏の庶子雫石詮貞の尊号
- 猪去御所 - 高水寺斯波氏の庶子猪去詮義の尊号
- 世田谷御所（吉良御所） - 武蔵吉良氏の尊号
- 勝見御所 - 武蔵吉良氏の庶子勝見氏の尊号

### 北畠氏の御所号
- 船越御所 - 南北朝時代の公卿、北畠顕家の尊号、子孫一門は袰綿御所と称された。
- 浪岡御所 - 北畠顕家の後裔である浪岡北畠氏の尊号、子孫一門は川原御所と称された。
- 多芸御所（霧山御所） - 南北朝時代の公卿、北畠顕家およびその子孫である伊勢の公家大名、北畠氏の尊号[23]
- 滴石御所 - 北畠顕成の子北畠顕忠の尊号（御所ダムの由来）

### 北畠氏一門の御所号
- 木造御所（戸木御所） - 伊勢北畠氏の一族の木造氏の尊号
- 田丸御所 - 伊勢北畠氏の一族の田丸氏の尊号、北畠三御所のひとつ[24]
- 大河内御所 - 伊勢北畠氏の一族の大河内氏の尊号、北畠三御所のひとつ
- 坂内御所 - 伊勢北畠氏の一族の坂内氏の尊号、北畠三御所のひとつ
- 波瀬御所 - 伊勢北畠氏の一族の波瀬氏の尊号
- 藤方御所 - 伊勢北畠氏の一族の藤方氏の尊号[25]
- 岩内御所 - 伊勢北畠氏の一族の岩内氏の尊号[26]